# Tåsen (metrostation)
Tåsen is een metrostation in de Noorse hoofdstad Oslo. Het station werd geopend op 10 oktober 1934, ligt aan het metrolijntraject van de Sognsvannsbanen en wordt bediend door lijn 5 van de metro van Oslo.
Het station ligt in de woonwijk Tåsen maar bedient ook de wijk Sogn. Het is gelegen in het stadsdeel Nordre Aker in het noorden van Oslo